# Gabriele Baumberg

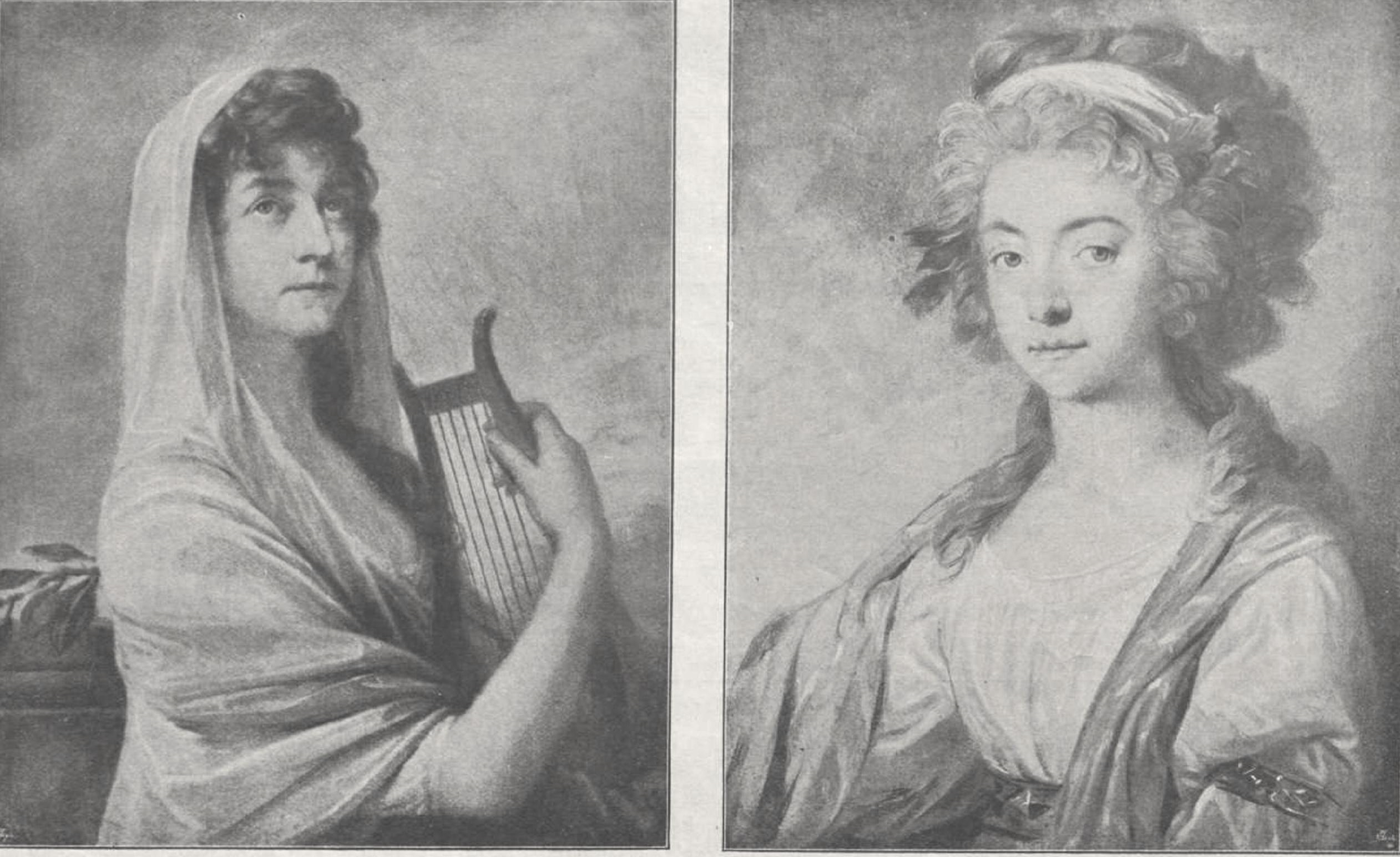
Gabriele Baumberg

Gabriele Baumberg, (auch Bamberg) verh. Batsányi (auch Bacsányi) (* 24. März 1766 in Wien; † 24. Juli 1839 in Linz) war eine österreichische Schriftstellerin und Dichterin.

## Leben

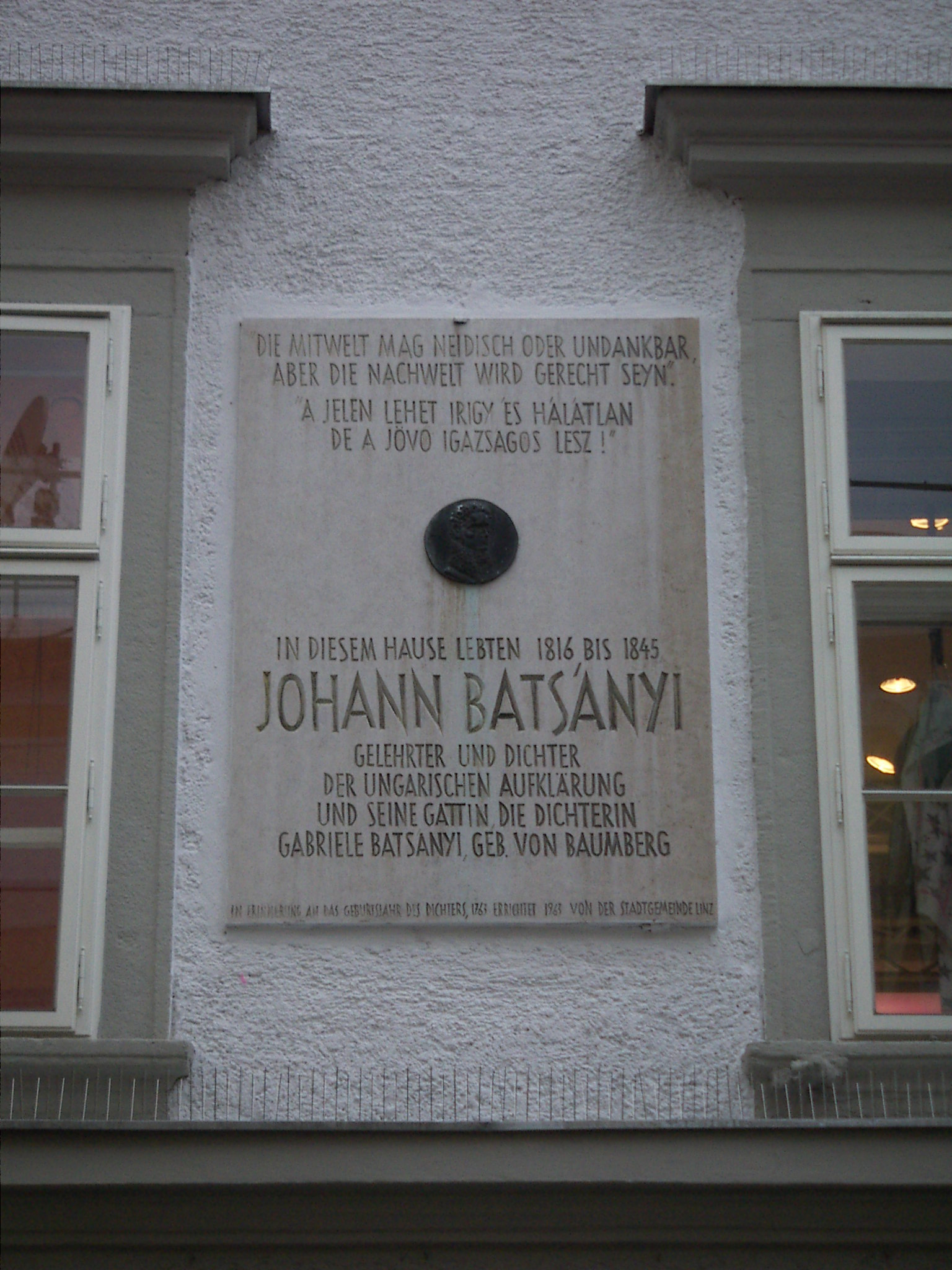
Gedenktafel an ihrer Wohnung in Linz (Landstraße 28)

Gabriele Baumberg wuchs als Tochter eines österreichischen Staatsbeamten auf. Sie erhielt eine humanistische Ausbildung und war schon früh von Literatur fasziniert. Ihr Interesse führte dazu, dass sie in den literarischen Kreisen Wiens verkehrte. 1805 heiratete sie den ungarischen Schriftsteller János Batsányi. Nachdem dieser die Proklamation Napoleons ins Ungarische übersetzt hatte, musste er, als Verräter, mit ihr nach Paris flüchten.
Nach Ende der Kriege wurde János Batsányi an Österreich ausgeliefert, wo er zuerst in Wien inhaftiert, dann in Linz in der Verbannung war. Gabriele Baumberg begleitete ihren Mann nach Wien und Linz, wo sie auch im Jahre 1839 verstarb.
Zeit ihres Lebens schrieb sie kurze Prosa und Gedichte und erlangte in ihrer Zeit größere Berühmtheit. Sie galt als deutsche Sappho und wurde u. a. von Johann Wolfgang von Goethe verehrt. Ihr Gedicht Als Luise die Briefe ihres ungetreuen Liebhabers verbrannte wurde 1787 von Wolfgang Amadeus Mozart vertont und seither vielfach interpretiert. Sechs weitere Gedichte wurden von Franz Schubert vertont.

## Werke
- Sämmtliche Gedichte (1800), online, Digitalisat
- Gedichte: mit einer Abhandlung über die Dichtkunst von F. W. M. (1805), Digitalisat
- Gedichtband Amor und Hymen: ein Gedicht zur Vermählung einer Freundin (1807) Digitalisat
- Die deutsche Muse, am 10. November 1816 (1817), Digitalisat